# كيتي كودور
كيتي كودور (بالمجرية: Kudor Kitti)‏ (من مواليد 22 يناير 1988 في ديبريسين) هي لاعبة كرة قدم مجرية متقاعد. تقاعدت من كرة اليد الاحترافية في عام 2018 وبدأت العمل كمدربة في فريق DVSC U16 . 

## الإنجازات
- كأس أوروبا لكرة اليد للسيدات :
  - الدور قبل النهائي : 2006

## روابط خارجية
- إحصائيات Kitti Kudor المهنية في Worldhandball